# Аристово (Владимирская область)
Аристово — деревня в Гусь-Хрустальном районе Владимирской области России, входит в состав Демидовского сельского поселения.

## География
Деревня расположена в 1 км на запад от центра поселения деревни Демидово и в 39 км на юго-запад от Гусь-Хрустального.

## История
В XIX — начале XX века деревня входила в состав Демидовской волости Касимовского уезда Рязанской губернии, с 1926 года — в составе Палищенской волости Гусевского уезда Владимирской губернии. В 1859 году в селе числилось 18 дворов, в 1905 году — 36 дворов, в 1926 году — 52 двора.
С 1929 года деревня входила в состав Демидовского сельсовета Гусь-Хрустального района, с 1935 года — в составе Овинцевского сельсовета Курловского района, с 1963 года — в составе Гусь-Хрустального района, с 1977 года — в составе Демидовского сельсовета, с 2005 года — в составе Демидовского сельского поселения.

## Население
| 1859 | 1905 | 1926 | 2002 | 2010 | 2021 |
| ---- | ---- | ---- | ---- | ---- | ---- |
| 139  | ↗269 | ↗317 | ↘45  | ↘39  | ↗43  |